# 美亞電影台
美亞電影台（英語：Mei Ah Movie Channel）是香港美亞電視經營而擁有的一條以華語廣播的電影頻道，該頻道每日以播放由美亞娛樂資訊集團所製作的電影為主。

## 各地版本播放
美亞電影台共分為三個地區播放版本：台灣版本（該版本以高清格式畫面作為所播放節目的頻道名為美亞電影台HD，亦為美亞電視開播第一條以高清格式畫面播放電影為主的頻道）僅在台灣透過中華電信MOD收看；香港版本（該版本以高清格式畫面作為所播放節目的頻道名為美亞電影台HD，亦為美亞電視開播第一條以高清格式畫面播放電影為主的頻道）僅在香港透過、無綫網絡電視及myTV SUPER收看。東南亞版版本曾在澳門透過澳門有線電視以粵語廣播收看及新加坡透過mio TV以國語廣播收看；澳洲版本僅在澳洲透過翡翠互動電視收看。
台灣版本於2009年4月8日取得國家通訊傳播委員會（NCC）許可在台灣落地，現時僅在中華電信MOD以國語及粵語廣播收看，該版本與其兩個地區版本所播放的節目內容不同。
香港版本從啟播至2012年8月31日曾在香港透過now TV使用第137頻道以粵語或國語廣播收看（該版本設有自選點播服務名為美亞自選電影台）。2012年12月10日起轉移於UTV流動電視使用第523頻道以高清粵語或國語廣播收看，亦於2015年12月1日起停播。但於2014年7月1日正式落戶於無綫網絡電視使用第52頻道以標清及使用第252頻道以高清粵語或國語收看，由於無綫網絡電視跟now TV合作，該頻道並會同時重新落戶於now TV中播放，但不會重新使用137頻道播放，而會使用第812頻道以粵語或國語播放，但於2017年3月31日再次於now TV停播。而到2017年6月1日因無綫網絡電視交還收費電視牌照而停播。2016年3月15日起正式落戶於myTV SUPER使用第201頻道以高清粵語或國語收看，2019年2月1日，推出美亞電影點播組合 (前身為美亞電影台自選服務，2019年3月1日起為精選服務，推出頭1個月免費試用)，自2012年8月31日起now TV退出美亞自選電影台之後，事隔7年，再次推出電影自選服務。

## 外部連結
- 官方網站 （页面存档备份，存于）（繁體中文）
- 610 美亞電影台 - 中華電信MOD網站 （页面存档备份，存于）（繁體中文）
- 香港myTV SUPER相關網站 （页面存档备份，存于）（繁體中文）
- 電視廣播(澳洲)有限公司相關網站（繁體中文）